# 玛丽·维隆贝
玛丽·维隆贝（英語：Mary Wilombe；1997年9月22日—），赞比亚女子足球运动员，司职中场，目前效力于ZESCO United和赞比亚国家女子足球队。她曾代表赞比亚参加2020年和2024年夏季奥林匹克运动会女子足球比赛。